# エコノミスト・インテリジェンス・ユニット
エコノミスト・インテリジェンス・ユニット（英: Economist Intelligence Unit）は、イギリスの定期刊行物『エコノミスト（Economist）』の調査部門である。

## 概要
世界の国家や工業を分析し、情報を提供している企業で、旧ビジネス・インターナショナル・コーポレーション（1986年に米会社に編入）が親会社である。
民主主義指数という一覧を2006年から隔年で、また、世界平和度指数、Where-to-be-born指数（クオリティ・オブ・ライフ インデックス）、「世界で最も居住に適した都市のランキング」などといった指数一覧を発表している。